# Adolf Axel Lovisin
Adolf Axel Lovisin, född 4 juli 1786, död 14 maj 1856 på Brandalsund, var en svensk friherre och generalmajor.

## Biografi
Adolf Axel Lovisin var son till löjtnanten vid Livgardet Gustaf Adolf Lovisin (1732–1808) och Eleonora Maria von Höpken, hans bror var Carl Lovisin. Adolf Axel Lovisin gifte sig aldrig.
Lovisin blev fänrik vid Svea Livgarde den 28 september 1805 och deltog i det Ryska kriget 1808–1809. Han utnämndes till löjtnant den 2 december 1809 och därefter till kapten den 25 augusti 1814. Under denna tid deltog han vid fälttågen 1813 och 1814 i Tyskland under Sjätte koalitionskriget samt även i Fälttåget mot Norge 1814. Han befordrades till överstelöjtnant i armén i samband med Karl XIV Johans kröning den 11 maj 1818, och blev den 11 januari 1825 utnämnd till major vid Svea Livgarde. Den 11 maj 1826 befordrades han till överste i armén. Han fick avsked från livgardet den 20 juni 1837 och blev samtidigt utnämnd till generaladjutant samt från den 7 december 1838 adjutant till Karl XIV Johan.
Den 7 januari 1840 fick han även en civil befattning vid kungliga hovet då han utnämndes till kabinettskammarherre. Den 13 november 1843 blev han utnämnd till sekundchef vid Svea Livgarde och samtidigt befordrad till generalmajor. Han begärde avsked loch lämnade krigsmakten den 16 januari 1849. Kung Oscar I ordnade så att han fick pension.
Under sitt liv var han även ordförande för direktionen för Drottningens hospital. Adolf Axel Lovisin dog 1856 på sitt fideikommiss Brandalsund och begravdes i familjens grav i Södertälje kyrka.

## Utmärkelser
- Riddare av Svärdsorden – 28 januari 1816
- Kommendör av Svärdsorden – 6 februari 1843